# Hôpital André-Mignot
L'hôpital André-Mignot est un hôpital du centre hospitalier de Versailles (CHV), situé au Chesnay-Rocquencourt dans les Yvelines, créé en mars 1981.
L'hôpital est partenaire de l'université de Versailles – Saint-Quentin-en-Yvelines.

## Histoire
L'hôpital André-Mignot du Chesnay est inauguré en mars 1981. Il porte le nom d'André Mignot, avocat et homme politique français, maire de Versailles de 1947 à 1977. Le domaine sur lequel a été installé cet hôpital a été créé par Maignard de Bernières au milieu du XVIIe siècle. Cette propriété comportait initialement un château, dit « Le château du Grand-Chesnay », un parc dessiné par André Le Nôtre et un domaine agricole. Ce domaine a été la propriété de Jean-Baptiste Caruel de Saint-Martin, qui l'a transmit à son fils Paul Caruel de Saint-Martin, maire du Chesnay de 1848 à 1869. Le dernier châtelain est Pierre Aubert, un des fondateurs en 1907 de la société Aubert & Duval. Il ne subsiste du château qu'un pavillon, dénommé le pavillon Aubert en l'honneur de Pierre Aubert, qui accueille le service de psychiatrie et un service de biologie médicale, ainsi qu'un parc accessible au public et aux patients de l'hôpital. Un bâtiment nouveau  a été construit, abritant l'essentiel des activités médicales et hospitalières, par Laborit Architectes.
Cet hôpital est rattaché au centre hospitalier de Versailles, qui comprend plusieurs établissements, et est partenaire de l'université de Versailles – Saint-Quentin-en-Yvelines. L'hôpital André-Mignot regroupe notamment les services de court séjour, l’ambulatoire, quelques services comme l'hématologie-oncologie, un service obstétrique, un service psychiatrique, etc.., ainsi que des services du SAMU. 
En décembre 2022, l'informatique du centre hospitalier de Versailles est victime d’une cyberattaque avec demande de rançon (dont le montant n'est pas connu),. Il semble que le système informatique du SAMU ait été étanche à l'attaque. La SAMU a réorienté des patients selon le degré d'affectation des systèmes administratifs pour l'accueil de ces patients. Le coprésident du conseil de surveillance du centre hospitalier de Versailles, et maire du Chesnay-Rocquencourt, Richard Delepierre, commune où est situé l’hôpital André-Mignot, précise, concernant la demande de rançon : « une rançon, dont je ne connais pas le montant, a été demandée mais nous n’avons pas l’intention de la payer ». L'hôpital n'a jamais fermé et une gestion sur papier a été réintroduite le temps de remettre en place la gestion informatisée.

### Transports en commun
L'hôpital est desservi par trois arrêts d'autobus : 
(Hopital André Mignot, Hôpital André Mignot - Accueil et Hôpital André Mignot - Les Chênes d'Or)
- les lignes 6202, 6203, 6207, 6208, 6209, 6217, 6251, 6276 et 6285 du réseau de bus du Grand Versailles ;
- la ligne 5371 du réseau de bus Centre et Sud Yvelines ;
- par les lignes D et 57 du réseau de bus Argenteuil - Boucles de Seine.

## Personnalités liées à l'hôpital André-Mignot
- Pierre Joseph Desault, chirurgien et anatomiste français. Un service de l'hôpital porte son nom.